# サーブ (盲導犬)

盲導犬サーブ像

サーブ（1977年4月8日 - 1988年6月13日）は、雌のシェパードの盲導犬。

## 経歴
1977年（昭和52年）4月8日に生まれたサーブは愛知県名古屋市の中部盲導犬協会で訓練を受けた後、岐阜県のマッサージ治療院を営む男性を主人とした。
1982年（昭和57年）1月25日、岐阜県郡上郡美並村（現・郡上市）の国道156号での誘導中に、雪でスリップして突っ込んできた車から主人を庇って重傷を負い、その傷が原因で左前脚を切断する。この事故がきっかけとなって「盲導犬は視覚障害者の身体の一部」との政府の見解が示され、事故にあった盲導犬にも自賠責保険が支払われるように法律が改正された。
1983年には、この話をまとめた手島悠介の児童書『がんばれ!盲導犬サーブ』が出版されロングセラーを記録。また、1985年（昭和60年）にはサーブと主人がアメリカ・テキサス州知事に招待されて「テキサス名誉州犬」の称号を受け、同年9月には中曽根康弘首相から功労賞を受賞した。1986年（昭和61年）には、サーブを讃えるとともに交通安全の願いを込めて、国鉄（当時）名古屋駅前にブロンズ像が設置された。
1988年（昭和63年）6月13日未明、老衰のため11歳で永眠。墓は名古屋市南区の長楽寺動物霊園にある。
サーブの生涯は、死後、様々なメディアで作品化されている。漫画雑誌「別冊コロコロコミック」1988年10月号でさいとうはるおによる読み切り漫画『盲導犬サーブ物語』が掲載され、同年10月10日にはNHKでタマプロダクション制作のテレビアニメ『がんばれ!盲導犬サーブ』を放送、翌1989年7月4日にはテレビ朝日の『火曜スーパーワイド』の枠で『三本足の名盲導犬サーブ・愛の物語』としてテレビドラマにもなった。また、2007年9月6日にはフジテレビの『奇跡体験!アンビリバボー』でも「ありがとう…サーブ」として紹介され、2024年4月17日放送の『世界の何だコレ!?ミステリー』でも取り上げられた。
名古屋駅のサーブ像の上部には、1994年に着工、1999年に竣工したJRセントラルタワーズの建設に伴い大階段が設置された。そのためあまりにも目立たなくなったサーブ像を憂慮する声が上がり、2003年（平成15年）になって久屋大通公園の栄バスターミナルへ移設されている。
この他にもサーブ像は2体存在する。1体は岐阜県郡上市の健康福祉センターさつき苑にあり、もう1体はテキサス州へ贈られる予定であったが果たせず、約25年もの間協会の旧施設に保管されていた。その後、協会が設立40周年を迎える2010年（平成22年）、名古屋市港区にある協会（盲導犬総合訓練センター）正面に設置され、命日の6月13日に除幕式が行われた。

## 関連書籍
- がんばれ！盲導犬サーブ（手島悠介、講談社、1983年6月27日、ISBN 978-4-06-200646-0）
- 天国へいったサーブ：続・盲導犬サーブ物語（手島悠介、講談社、1988年9月26日、ISBN 978-4-06-204099-0）
- 世の中への扉　盲導犬サーブ（手島悠介、講談社、2010年6月11日、ISBN 978-4-06-216288-3） - 上記2冊を1つにまとめ再構成した書籍